# ازبک‌نفته‌گاز

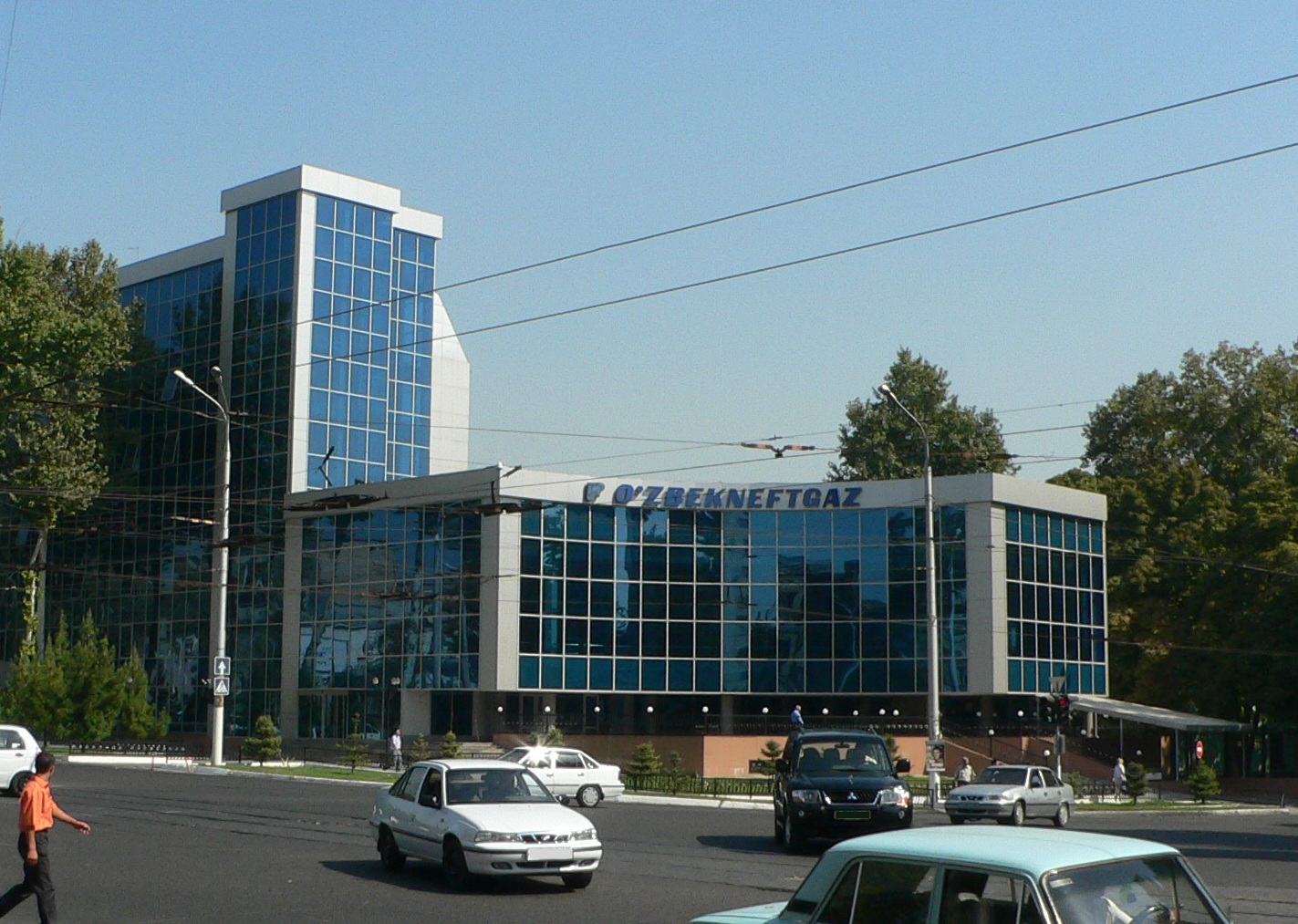
ساختمان مرکزی ازبک‌نفته‌گاز، در شهر تاشکند

ازبک‌نفته‌گاز (به ازبکی: O`zbekneftgaz) شرکت ملی نفت و گاز ازبکستان است، که در سال ۱۹۹۲ تأسیس شد. 
این شرکت عملیات نفت و گاز خود را با مشارکت کنسرسیومی متشکل از: شرکت ملی نفت کره، شرکت ملی نفت چین ، لوک اویل، ساسول، پتروویتنام و پتروناس اجرا می‌نماید.
عمده فعالیت‌های شرکت ازبک‌نفته‌گاز به توسعه میدان‌های گازی، استخراج نفت و گاز مایع و خط لوله انتقال گاز طبیعی مستقر در کشور ازبکستان بازمی‌گردد. 
سهام این شرکت به‌طور کامل در اختیار دولت ازبکستان است. دفتر مرکزی ازبک نفتگاز در شهر تاشکند قرار دارد.